# Lonchaea flavipennis
Lonchaea flavipennis är en tvåvingeart som beskrevs av Morge 1959. Lonchaea flavipennis ingår i släktet Lonchaea och familjen stjärtflugor. Inga underarter finns listade i Catalogue of Life.